# Naïm (humoriste)
Pour les articles homonymes, voir Naim.
Lamine Lezghad, dit Naïm, né le 24 février 1980 à Alger (Algérie), est un comédien et humoriste algéro-français. Il s'est fait connaître grâce à l'émission On n'demande qu'à en rire sur France 2 présentée par Laurent Ruquier.

## Biographie
Né d'un père algérien et d'une mère française, Lamine Lezghad grandit à Alger jusqu'à l'âge de 10 ans. Au lendemain de son 10e anniversaire, le 25 février 1990, il quitte l'Algérie pour venir vivre en France et s'installe avec sa famille à Nîmes dans le Gard.
Après un bac S en 1999 et deux années en classes préparatoires scientifiques, il intègre l’École nationale supérieure d'ingénieurs de Limoges (Ensil) en 2001 et obtient son diplôme d’ingénieur en 2004. Parallèlement à sa formation d’ingénieur, il rejoint le Théâtre de la Balise, une troupe universitaire d’improvisation, et se découvre la passion du théâtre. En 2005, à 25 ans, il s’installe à Paris pour suivre pendant deux ans une formation théâtrale[Où ?].
Désireux de monter sur les planches le plus rapidement possible, il décide de se lancer seul en scène dans l'interprétation de ses propres textes. Avec son premier spectacle Impeccable, il mêle autodérision, absurde et impertinence et plonge le spectateur dans son univers fait de personnages et de situations décalés retraçant sa biographie plus ou moins rêvée voire délirée.
Il participe à l'émission On n'demande qu'à en rire à partir du 9 décembre 2010 et prend également part à l'émission On a tout révisé du 31 mai 2011.
En 2012, il intervient en tant que chroniqueur dans l'émission de radio Les Affranchis animée par Isabelle Giordano sur France Inter.
Il joue dans Cent pages blanches, de Laurent Jaoui, un téléfilm adapté du roman de Cyril Massarotto dans lequel il partage l'affiche avec Marius Colucci.
Du 6 au 30 juillet 2013, il joue son nouveau one man show, (Déjà ?), au Festival d'Avignon.
Depuis son spectacle Naïm, en 2018, il adopte comme pseudonyme le nom de ce personnage.
Il est à l'affiche du festival Tel Aviv du rire, organisé les 8 et 9 juillet 2019 à Tel Aviv.

## On n'demande qu'à en rire
Avec 99 points sur 100, il détenait le record de l'émission, ex æquo avec Arnaud Tsamere et Florent Peyre, grâce à son sketch Le blouson rouge de « Thriller » vendu aux enchères lors de son 27e passage le 29 juin 2011. Il y était assisté de Constance, Garnier et Sentou, Florent Peyre et Nicole Ferroni pour sa chorégraphie, ce qui lui fit dire avec humour qu'il avait fallu s'y mettre à six pour égaler le record.
Le 7 avril 2012, il obtient 100 points, soit le deuxième record de l'émission après Les Lascars Gays, avec un sketch en collectif sur un télé-crochet musical faisant intervenir des personnes atteintes du syndrome de Gilles de La Tourette, sketch à l'initiative de Jérémy Ferrari. À ce sketch ont également participé Garnier et Sentou, Nicole Ferroni, Artus, Arnaud Tsamere, Florent Peyre et Arnaud Cosson.
À la suite de son score de 177⁄200 lors du premier prime, il est qualifié pour le spectacle au Casino de Paris.
| 1             | Gignac, le joueur de l'OM, est trop gros | 9 décembre 2010  | 68                      |
| 2             | Bientôt la comédie musicale Dracula | 6 janvier 2011   | 74                      |
| 3             | Un indien papa à 94 ans | 19 janvier 2011  | 63                      |
| 4             | Un 11e asiatique dans le championnat français | 25 janvier 2011  | 74                      |
| 5             | Le mariage homosexuel bientôt en France ? | 31 janvier 2011  | 16⁄20 (Téléspectateurs) |
| 6             | Faut-il légaliser l'euthanasie ? | 9 février 2011   | 73                      |
| 7             | Participer à une soirée bunga bunga de Berlusconi (participation d'Olivier de Benoist)                                                                                      | 16 février 2011  | 70                      |
| 8             | Comment emprunter quand on est senior ? | 21 février 2011  | 15⁄20 (Téléspectateurs) |
| 9             | Avoir un arrêt maladie, c'est facile | 3 mars 2011      | 62                      |
| 10            | Le champion de bombarde est noir | 8 mars 2011      | 16⁄20 (Téléspectateurs) |
| 11            | Les robots qui nous aident (en duo avec Florent Peyre) | 16 mars 2011     | 89                      |
| 12            | La boxe, tout le monde s'y met (participation d'Arnaud Tsamere et de Guillaume Sentou)                                                                                      | 23 mars 2011     | 76                      |
| 13            | Un footballeur tente de lire un communiqué (participation de Sacha Judaszko et de Florent Peyre)                                                                            | 30 mars 2011     | 74                      |
| 14            | Sketch surprise de groupe : La nouvelle comédie musicale Adam et Ève (avec Arnaud Tsamere, Garnier et Sentou, Jérémy Ferrari, Les Lascars gays, Constance et Florent Peyre) | 5 avril 2011     | 81                      |
| 15            | Hommage à Liz Taylor | 7 avril 2011     | 72                      |
| 16            | Je dois préparer le gâteau de mariage de Kate et William (participation de Garnier et Sentou)                                                                               | 13 avril 2011    | 68                      |
| 17            | Le concours de blagues Carambar (en duo avec Florent Peyre et participation de Sentou)                                                                                      | 14 avril 2011    | 96                      |
| 18            | Un débat sur la laïcité (en duo avec Florent Peyre et participation de Garnier et Sentou)                                                                                   | 18 avril 2011    | 18⁄20 (Téléspectateurs) |
| 19            | Manifestant anti-nucléaire (participation de Cyril Garnier) | 22 avril 2011    | 69                      |
| 20            | Un nouveau jeu à gratter pour Roland Garros | 28 avril 2011    | 60                      |
| 21            | Sortie du nouvel album des Schtroumpfs (en trio avec Arnaud Tsamere et Constance)                                                                                           | 6 mai 2011       | 81                      |
| 22            | Les bienfaits de la douche froide (participation de Hugues Duquesne) | 11 mai 2011      | 74                      |
| 23            | Un candidat de l'Eurovision de la chanson rentre déçu | 20 mai 2011      | 98                      |
| 24            | Le succès des prêtres chanteurs (en duo avec Jean Benguigui et participation de Jérémy Ferrari)                                                                             | 10 juin 2011     | 98                      |
| 25            | Des ingénieurs recrutés grâce au poker (en duo avec Florent Peyre) | 20 juin 2011     | 69                      |
| 26            | Recalée à l'embauche parce qu'elle sent le tabac (en duo avec Claudia Tagbo)                                                                                                | 28 juin 2011     | 79                      |
| 27            | Le blouson rouge de « Thriller » aux enchères (avec la participation de Constance, Florent Peyre, Garnier et Sentou et Nicole Ferroni)                                      | 29 juin 2011     | 99                      |
| 28            | Crise du logement, trop de monde dans les visites (en duo avec Jérémy Ferrari)                                                                                              | 30 juin 2011     | 76                      |
| Spécial été 1 | Je pars en autostop (avec Jean-Marie Bigard en guest-star) | 16 juillet 2011  | 80                      |
| Spécial été 2 | Maître nageur sur une plage bondée (participation de Florent Peyre, Constance, Garnier et Sentou et Arnaud Cosson)                                                          | 23 juillet 2011  | 90                      |
| Spécial été 3 | Premier flirt d'été (en duo avec Florent Peyre) | 27 août 2011     | 85                      |
| Spécial été 4 | Vous racontez vos vacances à vos collègues de travail | 3 septembre 2011 | 13⁄20 (Téléspectateurs) |

| 29      | Je suis Grec et je déprime | 22 septembre 2011 | 72                                         |
| 30      | 30 % des centres d'appels au Maghreb | 26 septembre 2011 | 17⁄20 (Téléspectateurs)                    |
| 31      | Un dentiste contre les bars à sourire | 5 octobre 2011    | 75                                         |
| 32      | Le casting des musiciens de métro (participation de Cyril Garnier)                                                                                                   | 14 octobre 2011   | 86                                         |
| 33      | Le lifting de Poutine (en duo avec Jérémy Ferrari) | 20 octobre 2011   | BUZZ (13⁄20 du public)                     |
| 34      | Nous sommes 7 milliards depuis le 31 octobre | 5 novembre 2011   | 70                                         |
| 35      | Ma maison a été inondée (en duo avec Jérémy Ferrari) | 14 novembre 2011  | 18⁄20 (Téléspectateurs)                    |
| 36      | Je suis le roi des textos coquins (participation de Nicole Ferroni)                                                                                                  | 22 novembre 2011  | 94                                         |
| 37      | J'ai fait mon film pour 150 € (participation d'Arnaud Cosson et Sandra Colombo)                                                                                      | 8 décembre 2011   | 65                                         |
| 38      | Bientôt le Marsupilami au cinéma (participation de Florent Peyre en voix-off)                                                                                        | 12 décembre 2011  | 14⁄20 (Téléspectateurs)                    |
| 39      | 2012, j'arrête de fumer | 3 janvier 2012    | 88                                         |
| 40      | Je m'entraîne pour être le porte-drapeau aux JO de Londres | 25 janvier 2012   | 89                                         |
| Prime 1 | Composer une chanson pour la campagne d'Obama (participation de Ahmed Sylla et de danseurs)                                                                          | 4 février 2012    | 177⁄200 (Jury : 89 - Téléspectateurs : 88) |
| 41      | Élèves surdoués : l'école peut mieux faire (en duo avec Jérémy Ferrari)                                                                                              | 7 février 2012    | 74                                         |
| 42      | Il tente de voler la vedette à sa marionnette | 14 février 2012   | 82                                         |
| 43      | Devant la porte fermée d'un club échangiste | 24 février 2012   | 91                                         |
| 44      | Du théâtre dans les entreprises contre les discriminations | 5 mars 2012       | 15⁄20 (Téléspectateurs)                    |
| 45      | Viande halal ou pas halal | 16 mars 2012      | 84                                         |
| 46      | Fan de M. Pokora (participation de Jérémy Ferrari) | 4 avril 2012      | 63                                         |
| 47      | Napoléon, sa vie son œuvre | 5 avril 2012      | 83                                         |
| 48      | Collectif : Un télé-crochet pour les chanteurs à toc (avec Jérémy Ferrari, Arnaud Cosson, Arnaud Tsamere, Florent Peyre, Nicole Ferroni, Garnier et Sentou et Artus) | 7 avril 2012      | 100                                        |
| 49      | Le nouvel entraîneur de l'équipe de France de tennis | 18 avril 2012     | 95                                         |
| 50      | Les exigences d'une star dans son contrat (participation de Florent Peyre et Émilie Dieudonné)                                                                       | 23 avril 2012     | 16⁄20 (Téléspectateurs)                    |
| 51      | Une pension alimentaire démesurée après un divorce (participation de Nicole Ferroni)                                                                                 | 14 mai 2012       | 17⁄20 (Téléspectateurs)                    |
| 52      | Ambiance sur le nouveau Costa (en duo avec Jérémy Ferrari) | 21 juin 2012      | 81                                         |
| Prime 3 | Robin des bois, la comédie musicale (participation de Sacha Judaszko, Sandra Colombo et Arnaud Cosson)                                                               | 29 juin 2012      | 169⁄200 (Jury : 79 - Téléspectateurs : 90) |

| Non noté 1 | Les avocats pourront faire leur publicité        | 15 avril 2014  |
| Non noté 2 | La retraite de Chabal (participation d'Artus)    | 17 juin 2014   |
| Non noté 3 | Les Crèches en grève (en duo avec Florent Peyre) | 4 juillet 2014 |

## Carrière

### Théâtre

#### Seul-en-scène
- 2012 : Impeccable
- 2013 : (Déjà ?)
- 2014 : Le roi des enc
- 2018 : Naïm
- 2019- 2021 : Libre-Pensée
- 2022-2024 : Cauchy Schwarz
- Depuis 2024 : Chapitre II
- (Prochainement) 2026 : Chapitre 3

#### Pièces
- 2005 : Amours fous de Michel Azama
- 2008 : Violon dingue, comédie de Mohamed Bounouara, mise en scène O. Sisto.
- 2009 : Las Vegas libido, comédie de Iman Krystos.
- 2010 - 2011 : Couscous aux lardons, comédie de Farid Omri.
- 2010 : Le presque grand amour, comédie de Gérard Hernandez
- 2011 : Le Coup de la cigogne de Jean-Claude Isler, mise en scène Jean-Luc Moreau, Théâtre Saint-Georges

### Cinéma
- 2014 : Repas de famille de Pierre-Henry Salfati : Kader

### Télévision
- 2008 : SOS 18, France 3
- 2010 - 2012, 2014 : On n'demande qu'à en rire, France 2
- 2011 : On a tout révisé, France 2
- 2012 : Cent pages blanches, France 2
- 2012 : United colors of Jean-Luc, Comédie !
- 2012-2013[2] : ONDAR Show, France 2
- 2012 : Les pires moments des jeux télé, D17
- 2012 : Les aléas du direct, TV SUD
- 2013 : Les Vieux Calibres
- 2013 : Cent pages blanches
- 2015 : Alice Nevers, le juge est une femme
- 2016 : Le Grand Journal, Canal + Chroniqueur

### Radio
- 2012 : Les Affranchis, France Inter

### Récompenses
- 2008 : Jeune talent au festival Paris fait sa comédie
- 2009 : Finaliste au festival Paris fait sa comédie
- 2010 : Vainqueur du festival le Printemps du rire de Toulouse